# Ditavank'
Ditavank' är ett berg i Armenien. Det ligger i den centrala delen av landet, 60 kilometer sydost om huvudstaden Jerevan. Toppen på Ditavank' är 2 560 meter över havet.
Terrängen runt Ditavank' är huvudsakligen kuperad, men österut är den bergig. Runt Ditavank' är det ganska glesbefolkat, med 29 invånare per kvadratkilometer.. Närmaste större samhälle är Aghavnadzor, 13,6 kilometer sydost om Ditavank'. 
Trakten runt Ditavank' består i huvudsak av gräsmarker.